# Fakkelen til Oslo
Fakkelen til Oslo – vinterlekenes by är en norsk svartvit dokumentärfilm från 1952 i regi av Sigval Maartmann-Moe. Den producerades av Norsk Film A/S efter ett manus av Eiliv Odde Hauge.
Filmen gjordes med anledning av att Olympiska vinterspelen 1952 arrangerades i Oslo. Filmen inleds med att den olympiska elden blir buren från Morgedal till Oslo av norska skidåkare. Den skildrar också förarbetet, nedräkningen och deltagarna på nära håll.
Den hade premiär den 18 februari 1952 i Norge. Dess engelska titel är The Torch to Oslo – the Winter Olympic City.